# Wounded Knee (South Dakota)

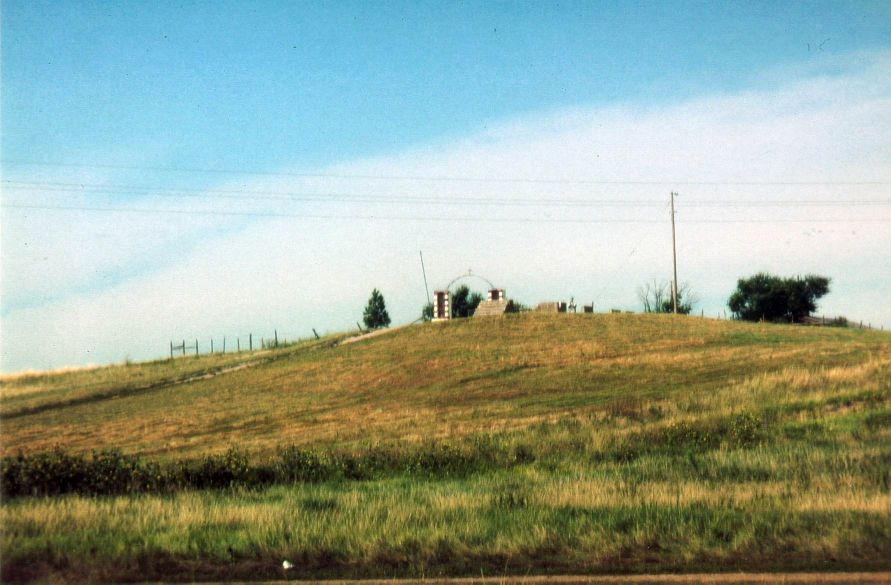
Begraafplaats van Wounded Knee

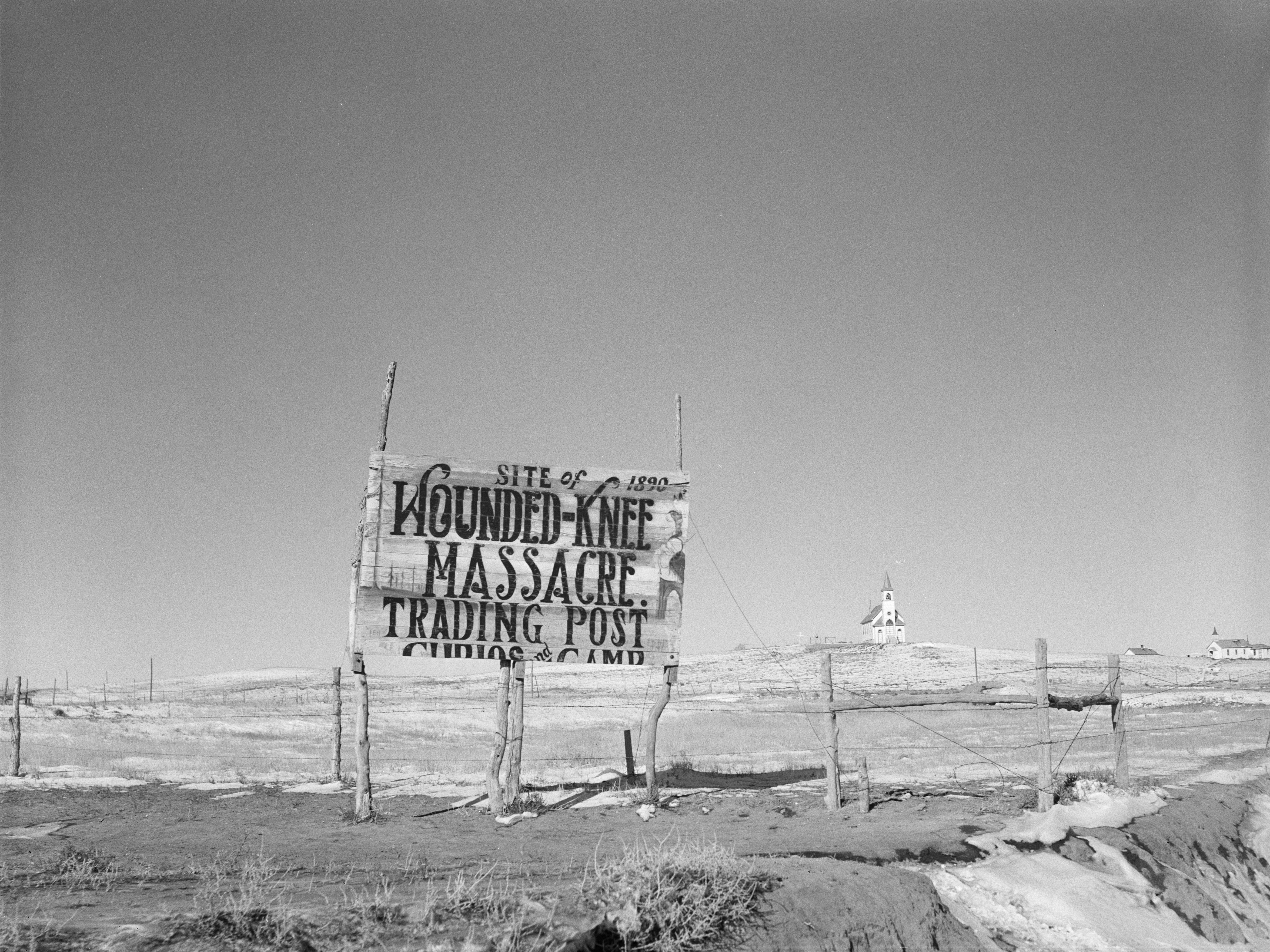
Kerk bij Wounded Knee

Wounded Knee is een dorp in het zuidwesten van South Dakota (Verenigde Staten), in het Pine Ridge Indianenreservaat, en valt onder Oglala Lakota County. Letterlijk vertaald betekent het Gewonde knie.

## Geschiedenis
Op deze plaats vond op 29 december 1890 een slachting plaats onder Indianen van de Lakota. Meer dan 150 indianen kwamen om het leven. Wounded Knee werd onder de Noord-Amerikaanse indianen een symbool voor de eerloosheid van de blanken.
De plaats werd bij een veel groter publiek bekend door de titel van het boek dat Dee Brown schreef over de strijd van de Indianen tegen de blanken: Bury My Heart At Wounded Knee (1970).
In 1973 werd Wounded Knee bezet door leden van de American Indian Movement (AIM). Zij riepen er een vrijstaat uit. Na 71 dagen werd de bezetting door de autoriteiten gebroken. Vijftien Indianen werden veroordeeld.
In 1973 had Redbone in Nederland een nummer 1-hit over deze slachting met het lied "We Were All Wounded at Wounded Knee".

## Demografie
Bij de volkstelling in 2000 werd het aantal inwoners vastgesteld op 328.

## Geografie
Volgens het United States Census Bureau beslaat de plaats een oppervlakte van 2,8 km², geheel bestaande uit land. Wounded Knee ligt op ongeveer 973 m boven zeeniveau.

## Plaatsen in de nabije omgeving
De onderstaande figuur toont nabijgelegen plaatsen in een straal van 24 km rond Wounded Knee.